# هومبيرتو ميدينا
هومبيرتو ميدينا (بالإسبانية: Humberto Medina) هو لاعب كرة قدم مكسيكي، ولد في 5 سبتمبر 1942 في غوادالاخارا في المكسيك، وتوفي في 24 نوفمبر 2011. لعب مع نادي أطلس.

## وصلات خارجية
- هومبيرتو ميدينا على موقع قاعدة بيانات كرة القدم.إي يو (الإنجليزية)
- هومبيرتو ميدينا على موقع ناشيونال فوتبول تيمز (الإنجليزية)
- هومبيرتو ميدينا على موقع عالم كرة القدم.نت (الإنجليزية)
- هومبيرتو ميدينا على موقع اللجنة الأولمبية الدولية (الإنجليزية)
- هومبيرتو ميدينا على موقع أوليمبيديا (الإنجليزية)